# Elton (Luizjana)
Elton – miasto w Stanach Zjednoczonych, w stanie Luizjana, w parafii Jefferson Davis.